# Jacques Pasquet
Pour les articles homonymes, voir Pasquet (homonymie).
Jacques Pasquet, né à Chamonix (France), le 12 mars 1948, est un écrivain et conteur québécois d'origine française.

## Biographie
Jacques Pasquet est né à Chamonix, en France. Il fait ses études en Sciences de l'éducation à Nantes.
En 1973, il quitte la France pour s'établir au Québec dans la région de l'Abitibi. Il y enseigne au niveau primaire.
En 1978, il déménage à Montréal et commence à se consacrer à la littérature jeunesse.
Il donne des conférences et des ateliers d'écriture. Il travaille parfois comme consultant, conseiller pédagogique et comédien,.
Il contribue à fonder le programme de certificat en littérature jeunesse à l'Université du Québec à Montréal, où il enseigne comme chargé de cours à partir de 1990,,.
En 1988, il obtient une bourse de l'UNESCO pour effectuer un séjour de recherches sur la littérature de jeunesse à la Bibliothèque Internationale de la Jeunesse de Munich en Allemagne.
En 2011, il publie Le Père Noël démissionne, une histoire qui traite de l'épuisement professionnel avec « humour et dérision »,.
Son livre Mots doux pour endormir la nuit est finaliste en 2012 au prix TD de littérature canadienne pour l’enfance et la jeunesse.
Comme conteur, il est invité à divers événements et festivals, autant au Québec qu'en France.

## Œuvres

### Romans jeunesse et contes pour enfants
- Des animaux pour rire, Montréal, Éditions Ville-Marie, 1982, 21 p.  (ISBN 978-2-89194-060-3)
- L'Enfant qui cherchait midi à quatorze heures, Montréal, Éditions Ville-Marie, 1982, 28 p.  (ISBN 2-89194-054-7)
- Mystère et boule de gomme - roman, Montréal, Québec/Amérique, Collection Jeunesse/Romans, 1985, 127 p.  (ISBN 978-2-89037-251-1)
- Méli-mélo - roman, Montréal, Éditions Québec-Amérique, Collection Jeunesse/Romans, 1986, 121 p. (ISBN 2-8903-7314-2)
- Sans queue ni tête, Montréal, Éditions Québec/Amérique, Collection Clip Jeunesse, 1991, 93 p. (ISBN 978-2-89037-538-3)
- L'esprit de la lune - récits inuits, Montréal, Éditions Québec/Amérique, Collection Clip, 1992, 123 p. (ISBN 978-2-89037-596-3)
- Immaaluk, quelques jours chez Quara et Kumuk, Saint-Laurent, Éditions Pierre Tisseyre, coll. Safari histoire, 2002, 56 p. (ISBN 2-89051-841-8)
- Comment l'ours blanc perdit sa queue, Montréal, Les 400 coups, Les petits contes, 2003, 23 p.  (ISBN 978-2-89540-084-4)
- Le courage de la jeune inuit, Paris, Albin Michel, 2003, 40 p.  (ISBN 2-226-14061-1)
- La naissance du goéland - conte inuit, Montréal, Éditions de l'Isatis, Collection Korrigan, 2004, 62 p. (ISBN 978-2-92323-402-1)
- Grand Nord - récits légendaires inuit, Montréal, Éditions Hurtubise HMH, Collection Atout, 2004, 111 p. (ISBN 978-2-89428-696-8)
- Contes inuit de la banquise - voyage dans l'Arctique canadien, Le Château-d'Olonne, D'Orbestier, Contes de la planète bleue, 2005, 156 p.  (ISBN 2-84238-026-6)
- Les pommes: du verger au marché, Saint-Lambert, Dominique et compagnie, coll. Curieux de savoir, 2006, 32 p. (ISBN 978-2-89512-502-0)
- Les jeux de ficelles, Saint-Lambert, Dominique et compagnie, coll. Curieux de savoir, 2007. (ISBN 978-2-89512-564-8)
- L'étoile de Sarajevo, Saint-Lambert, Dominique et compagnie, 2008, 30 p.
- Mon île blessée, Montréal, Éditions de l'Isatis, 2009, 32 p. (ISBN 978-2-92323-454-0)
  - Traduction anglaise : My Wounded Island, Orca Book Publishers, Victoria (Canada), 2017. (ISBN 978-1-45981-565-0)
  - Traduction espagnole : Mi Isla herida, Zapopan, Jalisco (Mexique), Petra Ediciones, 2012. (ISBN 978-6-07764-622-8)
  - Traduction italienne : La mia isola ferita, Bologna (Italie), EMI, Collona Pirilampo, 2012.  (ISBN 978-8-83072-057-2)
- Le cheval, Saint-Lambert, Dominique et compagnie, 2010, 32 p.  (ISBN 978-2-89512-796-3)
- Le Père Noël démissionne, Montréal, Hurtubise, 2011. (ISBN 978-2-89647-534-6)
- Ça suffit!, Saint-Lambert, Dominique et compagnie, 2011, 59 p.  (ISBN 978-2-89512-897-7)
- Coucou bébé!, Montréal, Éditions de l'Isatis, 2011, n.p.  (ISBN 978-2-92323-478-6)
- Sauvage (version courte et version originale), Montréal, Bayard, coll. Oserlire, 2018, 24 p. / 46 p. (ISBN 978-2-89770-143-7)

### Poésie jeunesse
- Mots doux pour endormir la nuit, Montréal, Planète Rebelle, coll. Petits poèmes pour rêver le jour, livre avec CD audio, 2011, 36 p. (ISBN 978-2-92373-525-2)

### Documentaires jeunesse
- Étienne Brûlé : coureur des bois, Montréal, Éditions de l'Isatis, coll. Bonjour l'histoire, 2013, 79 p. (ISBN 978-2-92323-490-8)
- George-Étienne Cartier: père de la confédération, Montréal, Éditions de l'Isatis, coll. Bonjour l'histoire, 2015, 81 p. (ISBN 978-2-92430-958-2)
- Le Saint-Laurent, Montréal, Bayard Canada, coll. Découvrons les fleuves, 2015, 32 p. (ISBN 978-2-89579-650-3)
- Frère Marie-Victorin : un botaniste plus grand que nature, Montréal, Éditions de l'Isatis, coll. Bonjour l'histoire, 2016, 88 p. (ISBN 978-2-92430-982-7)
- Notre environnement, Montréal, Éditions de l'Isatis, 2018, 55 p. (ISBN 978-2-92476-948-5)
- Sucré, salé, poivré et compagnie, Montréal, Éditions de l'Isatis, 2019, 48 p.  (ISBN 978-2-92476-982-9)

### Contes
- Paroles de terroir, Montréal, Planète Rebelle, coll. Paroles, livre avec CD audio, 2008, 64 p.  (ISBN 978-2-92252-884-8)

### Ouvrages collectifs
- Jacques Pasquet, Myriame El Yamani et Nadia Baribault, Parlures d'Acadie, Montréal, Planète Rebelle, livre avec CD audio, 2007, 92 p.  (ISBN 978-2-92252-876-3)
- Sylvie Lavoie (Dir.), Des grands chefs et des écrivains: de Montréal jusqu'en Gaspésie, le Bas-Saint-Laurent se raconte entre terre et mer, entre mets et mots, Rimouski, Quatrième Mât, 2014, 187 p. (ISBN 978-2-98148-331-7)
- Franz Benjamin, Angèle Delaunois, Simon Boulerice et. al., J'ai quelque chose à te dire, Montréal, Éditions de l'Isatis, 2017. (ISBN 978-2-92430-996-4)

## Prix et distinctions
- Sélection White Raven 2009 de la Bibliothèque Internationale de Jeunesse de Munich (Allemagne) pour le livre L'étoile de Sarajevo
- Finaliste en 2009 au Prix TD 2009 du Canadian Children'a Book Center, des prix littéraires 2009 du Gouverneur Général du Canada, du prix Marcel-Couture du salon du livre de Montréal, et lauréat du prix illustration du salon du livre de Trois-Rivières pour le livre L'étoile de Sarajevo
- Finaliste au prix Tamarac en 2011[12] pour Mon île blessée
- Finaliste en 2012 au Prix TD de littérature canadienne pour l’enfance et la jeunesse[11] pour le livre Mots doux pour endormir la nuit
- Finaliste en 2017 au Prix Hubert-Reeves pour Frère Marie-Victorin : un botaniste plus grand que nature[13]
- Finaliste en 2023 au Prix Albertine pour le livre Mon île blessée